# Dear Future Children
Dear Future Children (dt. etwa „An die Kinder der Zukunft“) ist ein Dokumentarfilm des deutschen Regisseurs Franz Böhm. Die deutsch-britisch-österreichische Koproduktion eröffnet Einblicke in das Leben drei junger Aktivistinnen aus Hongkong, Uganda und Chile und untersucht die Auswirkungen auf ihr tägliches Leben. Der Film wurde am 18. Januar 2021 auf dem 42. Filmfestival Max Ophüls Preis uraufgeführt, das aufgrund der COVID-19-Pandemie online abgehalten wurde.

## Inhalt
Der Film erzählt von den Herausforderungen und Motivationen des Aktivismus um die verschiedenen Beweggründe der Aktivisten zu erkennen und betrachtet dabei unter anderem auch die moderne Organisation der Protestbewegungen.
Das Projekt begleitet Aktivisten unter anderem auf den Protesten in Hongkong gegen die Peking-nahe Administration unter Carrie Lam, den Protesten in Chile gegen die dortige soziale Ungleichheit im Land, in Uganda, auf den dortigen Fridays for Future Protesten für Klimagerechtigkeit, sowie auf dem C40 World Mayors Summit 2019 in Kopenhagen.

## Hintergrund
In einem Interview mit dem Haus des Dokumentarfilms erzählt Regisseur Franz Böhm, dass die Idee zum Film Anfang 2019, während aus eigenem Interesse resultierender Recherchearbeiten zum Thema entstand. Er beschreibt das Jahr als eine Hochzeit des jungen politischen Aktivismus, woran er rückblickend ein bereits damals hohes Interesse bekundet: »Die jungen Menschen arbeiten gegen deutlich mächtigere Kontrahenten und haben weniger Ressourcen zur Verfügung. Darüber wollte ich unbedingt mehr lernen und erfahren [...]«.
Auf der offiziellen Webseite des Films konkretisiert Böhm die Ziele: »"Dear Future Children" will capture all the energy, anger and ingenuity of the young activists who feel ignored and the type of impact their actions have had around the world.« (deutsch: „Dear Future Children wird die ganze Energie, die Wut und den Einfallsreichtum der jungen Aktivisten einfangen, die sich übergangen fühlen, und die Art der Einflussnahme, die ihre Aktionen auf der ganzen Welt haben“).
Dear Future Children ist das Langfilmdebüt von Regisseur Franz Böhm. Finanziert wurde das Projekt hauptsächlich durch eine Crowdfunding-Kampagne, bei der durch 391 Unterstützer 22.039 € gesammelt werden konnten. Das Projekt wurde auf Kickstarter.com als Team-Favorit ausgezeichnet. Weitere finanzielle Unterstützung erhielt der Film durch eine Postproduktions- und eine Verleihförderung der Medien- und Filmgesellschaft Baden-Württemberg (MFG).
Ursprünglich war das Filmprojekt unter dem Arbeitstitel Prayers Do Nothing (dt. etwa „Gebete helfen nicht“) bekannt.

## Entstehungsgeschichte
Dear Future Children entstand über den Zeitraum von zwei Jahren und wurde im Januar 2021 fertiggestellt. An der Produktion des Films waren Filmschaffende, sowie Journalisten, Aktivisten und weitere Mitwirkende aus über 15 verschiedenen Ländern beteiligt. Mit einem Altersdurchschnitt von nur 21 Jahren, gilt das Team zudem als außergewöhnlich jung.
Zur Vorbereitung auf die Dreharbeiten wurden umfassende Maßnahmen durchgeführt, inklusive Sicherheitsbriefings, speziellen Trainingseinheiten und Beratungsgesprächen mit Filmschaffenden an den jeweiligen Zielorten. Ein besonderes Interesse beruhte dabei laut dem Regisseur auf der persönlichen und vertrauensvollen Arbeit mit den Aktivistinnen und anderen Mitwirkenden: »We knew that we needed to connect with our subjects on a personal level in order to build a solid foundation of trust [...]. For them, we aren't a foreign media organization coming in and dramatizing their stories. To our subjects we are comrades; we are the same age, we often share similar feelings, we laugh about the same jokes and deal with our anxieties about the world in similar ways, but most importantly, their problems are our problems. We aren't journalists to them, we are friends [...]« (deutsch: „Wir wussten, dass wir mit unseren Gesprächspartnern auf einer persönlichen Ebene in Kontakt treten mussten, um eine solide Vertrauensbasis zu schaffen. Für sie sind wir keine ausländische Medienorganisation, die kommt und ihre Geschichten dramatisiert. Für unsere Gesprächspartner sind wir Mitstreiter; wir sind im gleichen Alter, wir teilen oft ähnliche Gefühle, wir lachen über die gleichen Witze und gehen mit unseren Ängsten vor der Welt auf ähnliche Weise um, aber am wichtigsten ist, dass ihre Probleme auch unsere Probleme sind. Wir sind keine Journalisten für sie, wir sind Freunde“). Die Wichtigkeit dieses Vertrauensverhältnisses betonte auch Kameramann Friedemann Leis mit besonderer Hinsicht auf Menschen, welche große Verluste oder Schicksale erleiden mussten.

## Dreharbeiten
Das Filmteam setzte sich aus Regisseur Franz Böhm und Kameramann Friedemann Leis zusammen, welche ausschließlich zu zweit die Drehorte bereisten. An den Zielorten in Hongkong, Uganda, Chile und Dänemark wurden jeweils junge lokale Filmschaffende zur maßgeblichen Unterstützung hinzugezogen. Ergänzend wurden in allen Ländern Kooperationen mit diversen lokalen sowie internationalen NGOs, Institutionen und Medien eingegangen. Dazu zählen unter anderem Amnesty International, das Goethe-Institut, die Galeria Cima in Chile, The Guardian und The New York Times.
Alle Dreharbeiten an der Frontline der Demonstrationen wurden aus Sicherheitsgründen ausschließlich im Zweierteam ausgeführt. Rücksprache mit den lokalen Unterstützern hielten Böhm und Leis währenddessen via Funk.
Am 30. Januar 2020 während der Dreharbeiten in Chile, schoss ein Polizist aus nächster Nähe auf Regisseur Franz Böhm und traf ihn mit einem Gummigeschoss am Hinterkopf. Aufgrund entsprechender Sicherheitskleidung (Schutzweste, Gasmaske, Helm) erlitt Böhm jedoch keine schwere Verletzung.
Ende Juni 2020 reiste Franz Böhm ein zweites Mal nach Hongkong, um mit Pepper unter anderem über neue Entwicklungen und die Situation während der Corona-Pandemie zu sprechen.

## Herausforderungen
Neben den körperlich riskanten Dreharbeiten vor Ort, war explizit die Zeit danach von Herausforderungen hinsichtlich der Sicherheit des Teams geprägt. Deutlich wurde dabei der Druck aus dem chinesischen Raum. Dazu gehört eine Vielzahl konkreter Morddrohungen sowie Kopfgeld-Aufrufe ausgesetzt auf Regisseur Franz Böhm. Auch wurden Accounts und Bankkonten von Teammitgliedern vermehrt Ziel versuchter Hacking-Angriffe.
Durch eine Zusammenarbeit mit Studierenden der Universitäten Harvard und Stanford konnte das Team diese Gefahren erfolgreich eindämmen, Angriffe nachverfolgen, juristisch kontern und Daten- sowie Kommunikationswege absichern. Bereits für den sicheren Export der Filmaufnahmen aus Hongkong wurde von dieser Kooperation und neu entwickelten Technologien Gebrauch gemacht, um die Identitäten aller erkennbaren Beteiligten zu schützen.
Bei einem Filmgespräch im Londoner Frontline Club am 1. Dezember 2021 gab Regisseur Böhm bekannt, dass dieses Vorgehen weiter ausgebaut werden wird, um damit eine Infrastruktur zu schaffen, welche auch andere Projekte unterstützen können soll.

## Schlüsselelemente
Dear Future Children hebt die Motivationen junger Menschen hervor, welche sich mit der Teilnahme an Bewegungen und Demonstrationen besonderen Herausforderungen und teils lebensbedrohlichen Risiken stellen müssen. Der Film macht keinen Gebrauch von Experteninterviews und überlässt stattdessen den Protagonistinnen und weiteren direkt betroffenen Persönlichkeiten die Stimme. Einbezogen werden jedoch internationale Reaktionen auf die Entwicklungen innerhalb der jeweiligen Länder und Krisensituationen. Außerdem ergänzen Beiträge diverser Medien das aufgezeichnete Filmmaterial.
Inhaltlich spaltet sich die Handlung des Filmes in drei Themenbereiche von global-politischem Ausmaß und erzählt diese in einer Art Parallelmontage.
Übergreifende Kernthemen von Dear Future Children sind gesellschaftlichen sowie menschlichen Schicksale und damit verbundene allgemeine Thematiken wie soziale Ungleichheit, politische Unterdrückung, Polizeigewalt, Klimakatastrophen und Flucht. Dabei bezieht sich der Film auf soziale, gesundheitliche, materielle sowie existenzielle Gefahren und Risiken für sowohl die Aktivistinnen im Film als auch eine größere Allgemeinheit.
Vereint sind die drei verschiedenen Bewegungen durch unter anderem die Hervorhebung der Krisensituationen und zugrunde liegender Themen als generationenübergreifend und international sowie das junge Alter der Aktivisten.

## Veröffentlichung
In den folgenden Ländern hatte Dear Future Children einen Kinostart:
- Deutschland (Verleih: Camino Filmverleih)
- Kanada (Verleih: Photon Films)
- Vereinigtes Königreich (Verleih: Dartmouth Films)
- Schweiz (Verleih: SpotOn)

In einem Interview mit Forbes DACH kündigte Produzent Johannes Schubert zudem einen österreichischen Kinostart für 2022 an.
In Deutschland wurde der Verleih von der MFG Baden-Württemberg mit 30.000 Euro gefördert. Die Verleiher in Kanada, dem Vereinigten Königreich, der Schweiz und Österreich wurden unabhängig mit Fördersummen von 4.000 bis 6.000 Euro von German Films gefördert.
In Frankreich zeigte der Streamingdienst BrutX Dear Future Children als Teil eines neuen filmischen Angebots.
Als Weltvertrieb agierte die Berliner Firma Magnetfilm.
Am 23. November 2021 wurde Dear Future Children im Rahmen eines landesweiten Events in 89 verschiedenen ODEON Kinos in Großbritannien gleichzeitig vorgeführt. Im Anschluss wurde ein Interview mit der Hongkonger Aktivistin und Protagonistin Pepper gezeigt.
Als besonderer Grund für den Erfolg des Films nennt Produzent Johannes Schubert das sogenannte „Field Organiser System“, wobei sich Aktivisten und andere Interessierte bei der Bewerbung des Films einbringen können. So können diese in ihren Regionen mit NGOs, Schulen oder Jugendorganisationen in Kontakt treten und auf diese Weise ein Netzwerk spannen um mehr Menschen den Film zu zeigen.
Der Film kann auch auf dem Streamingdienst Netflix angesehen werden.

## Rezeption
Das Lexikon des internationalen Films urteilte: »Jenseits von Sensationshascherei und Agitation finden die aufwühlenden Porträts eine authentische Ebene, die das Engagement der drei Frauen begreiflich macht, ohne sie zu heroisieren.«
Phuong Le (The Guardian) rezensiert Dear Future Children als »[...] an impressive debut from such a young director, who is clearly marching in step with his progressive peers.« (deutsch: „Ein beeindruckendes Debüt eines so jungen Regisseurs, welcher eindeutig auf der Höhe seiner Mitstreiter ist“).
Katja Sebald (Süddeutsche Zeitung) ergänzt, dass man sich dem Bemühen Böhms, Dear Future Children dem größtmöglichen Publikum zeigen zu wollen, nur anschließen könne: »Politiker und Wähler, Lehrer und Schüler, Eltern und Kinder, überhaupt jeder sollte diese aufrüttelnde Dokumentation sehen.«
Im Rahmen des Hot Docs Filmfestivals beschreibt Angie Driscoll Dear Future Children als einen »[...] refreshing film focused on female activists that removes the machismo and grandstanding standard for protest documentaries.« (deutsch: „Ein erfrischender Film, der sich auf Aktivistinnen konzentriert und den Machismo und die Effekthascherei, die für Protestdokumentationen üblich sind, hinter sich lässt“). Pat Mullen (POV Magazine) fügt hinzu: »Dear Future Children challenges audiences to remain hopeful for their sake. These stories should encourage young audiences to keep up the good fight.« (deutsch: „Dear Future Children fordert die Zuschauer auf, um ihrer selbst Willen hoffnungsvoll zu bleiben. Diese Geschichten sollen das junge Publikum ermutigen, den Kampf für das Gute fortzusetzen“).
Frieda Lurken (Keppel Health Review) erklärt, Dear Future Children sei »[...] refreshingly sober in its depiction of the stark realities facing young activists. Although it celebrates its protagonists, it doesn’t glorify or stylise them but presents them as the brave and vulnerable humans they are.« (deutsch: „Erfrischend nüchtern in seiner Darstellung der harten Realitäten, mit denen junge Aktivisten konfrontiert sind. Obwohl er seine Protagonisten feiert, glorifiziert oder stilisiert er sie nicht, sondern zeigt sie als die mutigen und verletzlichen Menschen, die sie sind“).
Jan Kinzl (Modern Times Review) lobt Dear Future Children als »[...] the most powerful film in the entire section. [...] Director Franz Böhm brilliantly maintains a balance between all three stories, which allows him to develop a complex picture of several of today’s socio-environmental issues within the scope of a single film.« (deutsch: „Der stärkste Film der gesamten Kategorie. Regisseur Franz Böhm hält auf brillante Weise die Balance zwischen allen drei Geschichten, was es ihm ermöglicht, im Rahmen eines einzigen Films ein komplexes Bild mehrerer sozio-ökologischer Themen unserer Zeit zu entwickeln.“).
Auch wurde der Film gut innerhalb der repräsentierten Länder und Bewegungen aufgenommen und erfuhr unter anderem Unterstützung von Fridays for Future sowie Stand With Hong Kong. Ein Tweet mit dem Trailer zu Dear Future Children auf dem offiziellen Twitter-Account von Stand With Hong Kong, wurde innerhalb von 24 Stunden über 20.000 mal aufgerufen und über 1.000 mal geteilt, unter anderem von der Hongkonger Sängerin, Schauspielerin und Aktivistin Denise Ho.

## Auszeichnungen
Dear Future Children erhielt Publikumspreise unter anderem auf dem Hot Docs Dokumentarfilmfestival 2021, dem 19. Internationalen Filmfestival und Forum zum Thema Menschenrechte (FIFDH) und dem 42. Max Ophüls Preis Filmfestival (MOP). Der Film ist für die Oscars 2022 qualifiziert. Auch wurde der Film außerhalb des Wettbewerbs auf dem Internationalen Dokumentarfilmfestival Kopenhagen (CPH:DOX) gezeigt.
Die Deutsche Film- und Medienbewertung (FBW) in Wiesbaden verlieh dem Film das Prädikat „besonders wertvoll“.
| Festival (Auswahl)            | Kategorie                 | Ergebnis  | Quelle |
| ----------------------------- | ------------------------- | --------- | ------ |
| Deutscher Dokumentarfilmpreis | Bester Dokumentarfilm     | Gewonnen  | [ 81 ] |
| Deutscher Dokumentarfilmpreis | Publikumspreis            | Gewonnen  | [ 81 ] |
| Deutscher Dokumentarfilmpreis | Förderpreis               | Nominiert | [ 81 ] |
| Hot Docs                      | Publikumspreis            | Gewonnen  | [ 82 ] |
| FIFDH                         | Großer Preis von Genf     | Nominiert | [ 83 ] |
| FIFDH                         | Preis der Jugendjury      | Nominiert | [ 83 ] |
| FIFDH                         | Publikumspreis            | Gewonnen  | [ 83 ] |
| Max Ophüls Preis              | Bester Dokumentarfilm     | Nominiert | [ 84 ] |
| Max Ophüls Preis              | Beste Musik               | Nominiert | [ 84 ] |
| Max Ophüls Preis              | Publikumspreis            | Gewonnen  | [ 84 ] |
| First Steps                   | Bester Dokumentarfilm     | Nominiert | [ 85 ] |
| Naturvision                   | Beste Filmmusik           | Gewonnen  | [ 86 ] |
| Naturvision                   | Publikumspreis "Umdenken" | Gewonnen  | [ 86 ] |